# 스코틀랜드계 뉴질랜드인
스코틀랜드계 뉴질랜드인은 스코틀랜드 혈통이거나 스코틀랜드에서 유래한 뉴질랜드인이다. 스코틀랜드인의 후손인 뉴질랜드인의 수는 알려져 있지 않다. 뉴질랜드 인구 조사에서는 조상이 아닌 민족성을 묻고 대부분이 동화되었기 때문이다. 그럼에도 불구하고, 파케하 또는 유럽계 뉴질랜드인의 대다수는 영국 및 아일랜드 혈통이며, 100만-200만 명의 뉴질랜드인이 스코틀랜드에 뿌리를 두고 있다고 추정된다. 여기에는 유럽계 혈통을 가진 많은 마오리족이 포함된다. 대부분의 스코틀랜드계 뉴질랜드인은 오타고 지방과 사우스랜드 지방의 뉴질랜드 최남단 지역에 거주하며, 그곳에서 상당한 영향을 미쳤다. 뉴질랜드에서 역사적으로 가장 중요한 도시 중 하나인 더니딘에 대한 스코틀랜드의 영향은 지대했으며, 장로교는 크라이스트처치 남부의 주요 종교이다. 오타고 지방의 일부 지역과 사우스랜드 지방 전체에는 "사우스랜드 버"로 알려진 독특한 억양이 있는데, 이는 강하게 설측음을 내는 점에서 주류 뉴질랜드 영어와 다르다.
스코틀랜드인의 뉴질랜드 이주는 유럽 식민화의 초기 시기로 거슬러 올라간다. 그러나 "영국인" 또는 "유럽인" 뉴질랜드인으로서의 정체성은 때때로 그들의 기원을 모호하게 할 수 있다. 대부분의 스코틀랜드 이민자들은 남섬에 정착했다. 뉴질랜드 전역에서 스코틀랜드인들은 옛 본국과 새로운 정착지를 연결하는 다양한 방법을 개발했다. 많은 캘리도니안 협회들이 결성되었는데, 20세기 초에는 100개 이상이 스코틀랜드 문화와 전통을 유지하는 데 기여했다. 1860년대부터 이 협회들은 뉴질랜드 전역에서 연례 캘리도니안 게임을 조직했다. 이 게임은 스코틀랜드 정착민과 더 넓은 뉴질랜드 대중을 하나로 모으는 스포츠 행사였다. 이를 통해 게임은 스코틀랜드인들에게 스코틀랜드계 뉴질랜드인으로서 문화적 통합의 길을 제공했다.

## 인구
공식 인구 조사 수치에 따른 뉴질랜드의 스코틀랜드 태생 인구.
| 년도 | 인구   | 해외 태생의 % |
| ---- | ------ | ------------- |
| 1858 | 7,976  | [ 6 ]         |
| 1901 | 47,858 | [ 6 ]         |
| 1961 | 47,078 | [ 6 ]         |
| 2001 | 28,683 | 4.1%          |
| 2006 | 29,016 | 3.3%          |
| 2013 | 25,953 | 2.6%          |
| 2018 | 26,136 | [ 8 ]         |

북섬과 남섬 북부의 잉글랜드인 정착과 딥 사우스의 스코틀랜드인 정착은 각 지역에서 성공회와 장로교의 우세를 반영한다.

2013년, 스코틀랜드에서 태어난 뉴질랜드인의 수는 25,953명으로 기록되어 8번째로 흔한 출생지였다. 이는 스코틀랜드가 두 번째로 흔한 출생지였던 1956년과 같은 20세기 중반의 46,401명과 대비된다. 그러나 이 수치는 스코틀랜드에서 태어난 사람만 포함하며, 부모, 조부모 또는 더 먼 조상을 통해 스코틀랜드 정체성을 주장하는 뉴질랜드인은 포함하지 않는다. 또한 많은 뉴질랜드인은 혼합된 기원을 가지며, 스코틀랜드계 뉴질랜드인은 마오리족 또는 다른 민족 집단과 함께 자신을 식별한다. 2006년에는 15,039명이 스코틀랜드인으로 자칭했다.

## 뉴질랜드의 스코틀랜드 문화
뉴질랜드 백과사전 테 아라(Te Ara)는 많은 경우 스코틀랜드 정착민들의 독특한 문화적 특징이 한두 세대 안에 사라지고, 대부분 잉글랜드 문화를 포함하는 영국 정체성으로 대체되었다고 언급한다.
 뉴질랜드에서 한 세대 후에 아일랜드어와 게일어는 사라지고, 영국에 대한 더 일반화된 충성심이 발전했다. 학교 학생들은 영국의 영웅들에 대해 배우고 영국 문학을 읽었다. 이것의 대부분은 사실 잉글랜드 문화였지만, 월터 스콧과 같은 특정 스코틀랜드 작가들도 그들의 자리를 가졌다. 심지어 고국의 정치적 운명을 따랐던 아일랜드인들도 잉글랜드의 럭비 경기를 했다. 영국인이라는 의식은 뉴질랜드인이 되기 위한 필수적인 전제였다. 
오늘날, 뉴질랜드에서 스코틀랜드 문화의 "거점"이 있다고 말할 수 있다면, 그것은 사우스랜드 지방과 오타고 지방 지역이 될 것이다. 비록 와이카토 지방 주변의 많은 지명들도 스코틀랜드와 연관되어 있지만 (특히 해밀턴 (뉴질랜드) 시와 헌틀리 (뉴질랜드) 마을).
다음과 같은 스코틀랜드 문화의 일부 측면은 뉴질랜드의 일부 지역에서 여전히 발견될 수 있다.
- 백파이프 연주와 파이프 밴드
- 번스 서퍼
- 케일리
- 하이랜드 게임
- 호그머네이, 스코틀랜드 새해[12]
- 장로교 – 스코틀랜드 정착민의 대다수는 장로교인이었다 (상당수는 그렇지 않았지만).
- 타르탄, 오타고와 같이 자체 타르탄을 가진 일부 지역. 또한 스코틀랜드 의상은 일부 뉴질랜드인들이 조상 유산을 기리기 위해 착용한다.
- 타르탄의 날, 뉴질랜드에서는 7월 1일에 열리며,[13] 이 날은 스코틀랜드 전통 의상 착용을 금지했던 프로스크립션 법의 폐지 선포일인 1782년을 기념한다.[14]
- 남섬의 일부 지역에는 스코트어와 스코틀랜드 영어의 영향을 반영하는 '사우스랜드 버'라고 불리는 설측음 억양이 있지만, 이는 스코틀랜드 자체보다 덜 두드러진다.

스코틀랜드 게일어와 문화는 잘 유지되지 못했다. 왕가누이의 투라키나 (뉴질랜드)는 원래 게일어 사용자들이 정착했지만, 연례 하이랜드 게임 외에는 흔적이 거의 없다.
과거에는 뉴질랜드 스코틀랜드 연대와 같은 스코틀랜드 육군 연대가 뉴질랜드에서 창설되었으며, 그 후계 부대들은 여전히 뉴질랜드 육군에 존재한다. 콜린스 스코틀랜드 백과사전에 따르면:
뉴질랜드에는 블랙 워치에 소속된 뉴질랜드 스코틀랜드 대대 두 개가 있다. 이들의 선조는 여러 하이랜드 중대와 더니딘 하이랜드 소총대 등을 포함한다.
오타고 및 사우스랜드 연대는 여전히 영국 육군의 하이랜더스와 연결되어 있다.

## 오타고 및 사우스랜드 지방
스코틀랜드 자유교회 (1843-1900)의 후원을 받은 오타고 정착지는 1848년 3월, 클라이드만의 그리녹에서 첫 두 이민선인 존 위클리프 (선박)와 필립 라잉이 도착하면서 구체화되었다. 반도 전쟁 참전 용사인 윌리엄 카길 대령은 식민지의 초대 지도자로 봉사했으며, 오타고 시민들은 이후 그를 감독관으로 선출했다.
뉴질랜드의 지방 정부는 1876년에 폐지되었고, 국가의 중심지는 점차 북쪽으로 이동했다. 1876년에 식민지는 여러 카운티로 나뉘었는데, 오타고의 두 카운티는 스코틀랜드 독립 영웅인 윌리엄 월리스와 스코틀랜드의 로버트 1세의 이름을 따서 명명되었다.
원래 오타고 지방의 일부였던 사우스랜드 지방(현재 지역의 작은 부분으로 인버카길 중심)은 1861년부터 1870년까지 뉴질랜드의 주 중 하나였다. 재정적인 어려움으로 인해 오타고 지방에 다시 합류했으며, 지방들은 1876년에 완전히 폐지되었다.
1856년, 블러프에 항구를 건설해 달라는 청원이 뉴질랜드 총독 토머스 고어 브라운에게 제출되었다. 브라운은 이 청원에 동의하고 항구 북쪽에 있는 정착촌에 인버카길이라는 이름을 붙였다. 인버는 스코틀랜드 게일어 단어인 '인비르(inbhir)'에서 유래했으며, 강 어귀를 의미한다. 카길은 당시 오타고 지방의 감독관이었던 윌리엄 카길 대령을 기리기 위한 이름이다. 당시 사우스랜드는 오타고의 일부였다.

## 더니딘

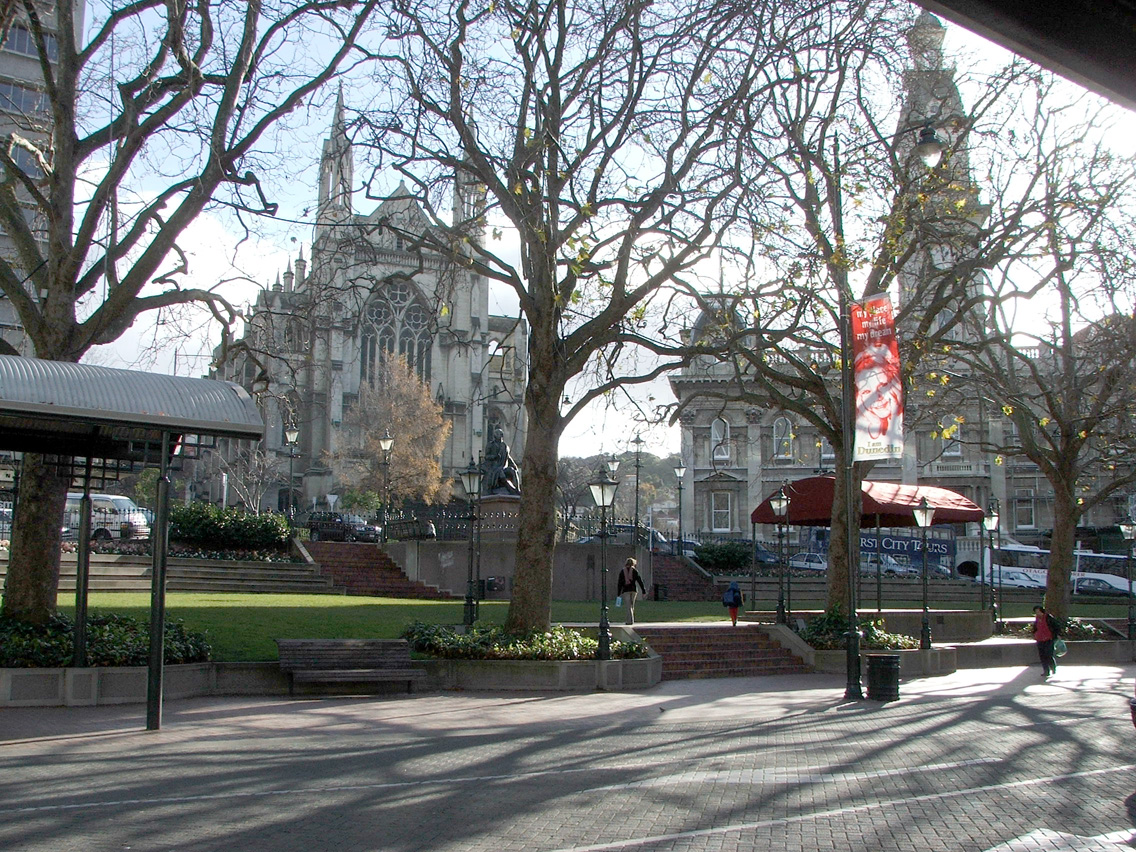
성 바울 성당 (왼쪽)과 시청 (오른쪽)을 바라보는 옥타곤. 성당 앞에 로버트 번스 동상이 보인다.

스코틀랜드 자유교회 (1843-1900) 평신도 협회는 1848년 오타고 항구 초입에 스코틀랜드인 정착지의 중심 도시로 더니딘을 세웠다. 이 이름은 스코틀랜드의 수도인 에든버러의 스코틀랜드 게일어 이름인 '둔 에이던(Dùn Èideann)'에서 유래했다. 도시 측량사 찰스 케틀은 에든버러의 특징을 본떠 설계하라는 지시를 받고 인상적인 '낭만주의적' 디자인을 만들어냈다. 그 결과는 웅장하면서도 기묘한 거리들로, 건축업자들은 험난한 지형에 그의 대담한 비전을 구현하기 위해 고군분투했으며 때로는 실패하기도 했다. 나폴레옹과의 전쟁 참전 용사였던 윌리엄 카길 대령은 세속적 지도자였다. 시인 로버트 번스의 조카인 토머스 번스 (목사, 1796년생) 목사는 정신적 지도자였다.
옥타곤은 찰스 케틀이 1846년 도시를 측량할 때 처음으로 구획되었다. 더니딘 중심부에 대한 그의 계획에는 더 작은 팔각형 모양(원래 보호 구역으로 지정됨)을 둘러싸는 큰 팔각형 지역(모레이 플레이스 (더니딘))이 포함되어 있었다. 보호 구역 상태에도 불구하고, 잉글랜드 국교회는 옥타곤 중심부에 건물을 짓기 위해 총독 조지 그레이 경에게 직접 신청했다. 공사가 시작될 무렵이 되어서야 지역 주민(주로 스코틀랜드인과 장로교인)들이 무슨 일이 벌어지고 있는지 알게 되었다. 이로 인해 도시 내에서 큰 소란이 일어났다. 오타고 감독관 윌리엄 카길은 분쟁 해결을 담당하게 되었고, 그 결과 성공회는 옥타곤에 건물을 짓겠다는 계획을 철회해야 했다(성 바울 성당은 오늘날 옥타곤 북쪽 가장자리에 서 있다).
더니딘의 교외 지역 중 상당수는 에든버러의 지역과 같은 이름으로 명명되었다.

## 오타고 하이랜더스

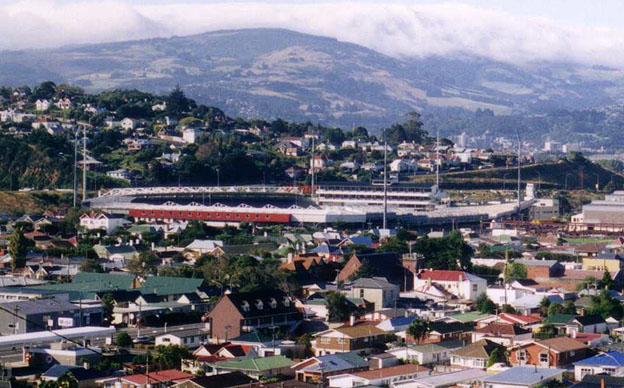
하이랜더스 (럭비)의 더니딘 홈구장 캐리스브룩

더니딘의 주요 럭비 유니온 팀은 하이랜더스라고 불린다. 하이랜더스라는 이름은 남섬 하부 지역의 초기 스코틀랜드 정착민의 이름을 따서 지어졌다. 이 스코틀랜드 정착민들은 "남쪽의 에든버러"로 알려진 더니딘의 설립자들이자 하이랜더스의 본거지인 도시에 기반을 두었다. 하이랜더스 공식 웹사이트에 따르면: "하이랜더의 이름과 이미지는 강렬한 독립심, 뿌리에 대한 자부심, 충성심, 강인함, 친족 관계, 정직, 그리고 성실함을 연상시킨다." 하이랜더스의 색상은 노스 오타고, 오타고, 사우스랜드의 지역 색상인 노란색, 파란색, 적갈색을 포함한다. 파란색은 또한 스코틀랜드의 국기의 주요 색상이며, 그 나라의 많은 스포츠 팀에서 사용된다.

## 오타고 대학교

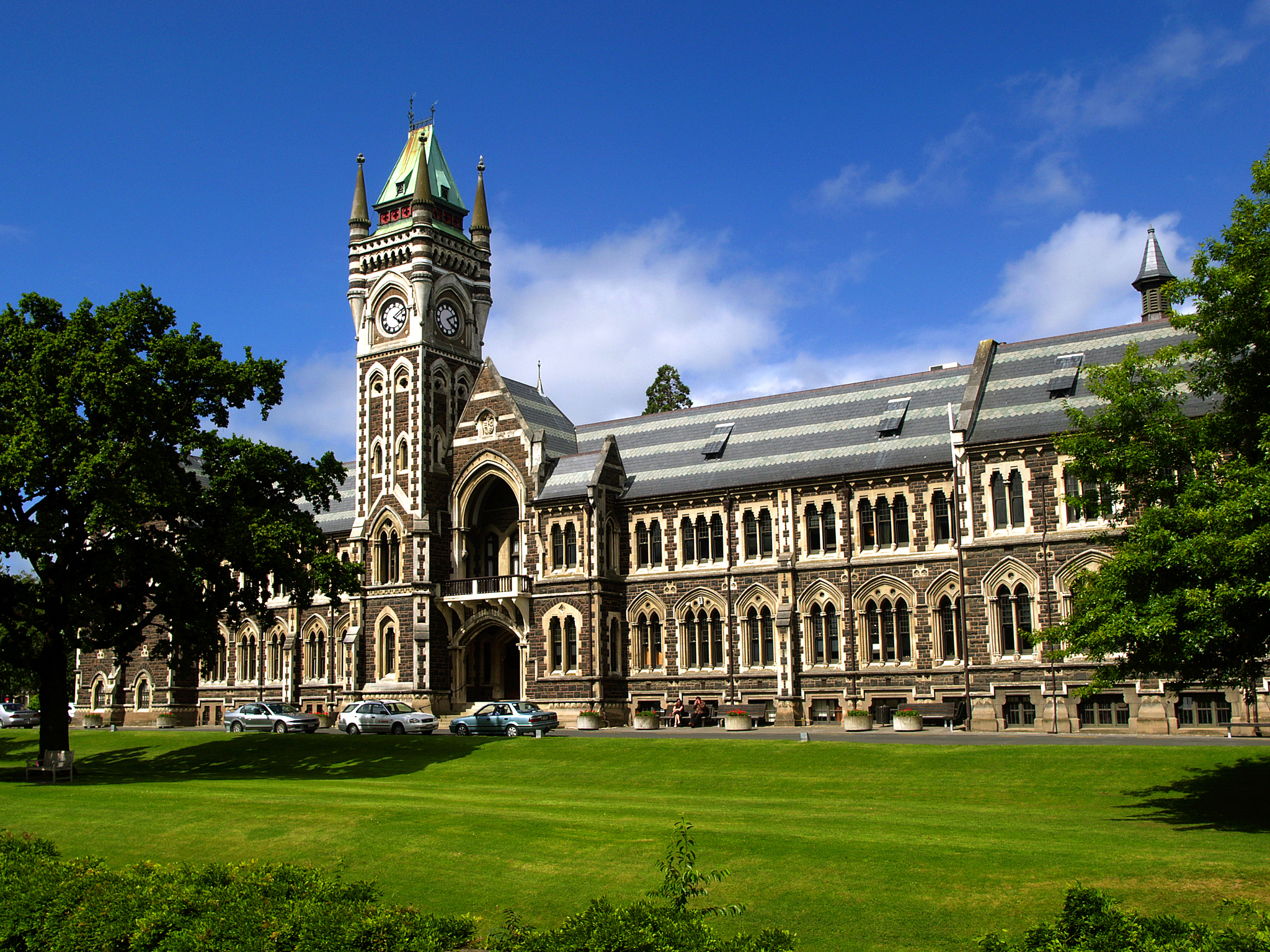
동쪽을 바라보는 대학교 시계탑.

더니딘 설립자 토머스 번스와 제임스 매칸드루는 1860년대에 오타고 지방 의회에 고등 교육 기관을 위한 토지 기금을 마련할 것을 촉구했다. 의회 법령은 1869년에 대학을 설립하여 100,000 에이커 (400 km2)의 토지를 제공하고, 예술, 의학, 법학, 음악 학위를 수여할 수 있는 권한을 부여했다. 번스는 총장으로 임명되었지만, 그는 1871년 7월 5일 대학 개교를 보지 못했다. 대학은 1874년 연방 뉴질랜드 대학교의 제휴 대학이 되기 전에 단 하나의 학위만을 수여했다. 1961년 뉴질랜드 대학교가 해체되고 1961년 오타고 대학교 개정법이 통과되면서, 대학은 학위를 수여할 권한을 되찾았다.
대학교 문장은 1948년 1월 21일 리언 국왕 문장관에 의해 승인되었으며, 파란색 바탕에 노란색 십자형 문양이 특징이다.

## 유명한 스코틀랜드계 뉴질랜드인
같이 보기 – 분류:스코틀랜드계 뉴질랜드인
- 재닛 프레임, 작가.[23][24]

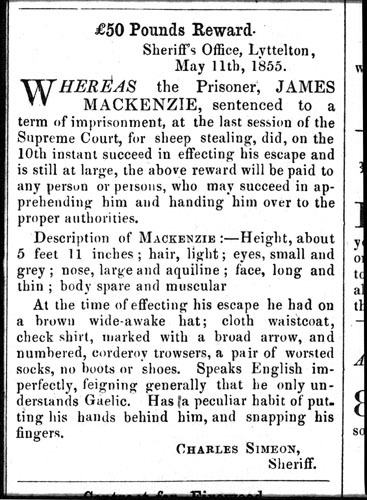
1855년 5월 제임스 매켄지 (무법자)가 양을 훔친 혐의로 수감되었던 감옥에서 탈출한 후, 라이텔턴 타임스에 게재된 현상금 포스터. 언어에 대한 언급에 주목하라.

- 윌리엄 카길 (1924년 8월 28일 – 2004년 1월 29일)
- 존 바 (시인), 시인, 롤랜즈어로 썼다
- 노먼 맥레오드
- 케이티 새들러, 올림피언, 토르핀스 출생
- 엘리자베스 예이츠 (시장)
- 앨리스테어 캠벨 (시인)
- 제임스 K. 백스터, 작가
- 윈스턴 피터스, 뉴질랜드 퍼스트 정치인, 스코틀랜드와 마오리 혈통
- 미니 딘 (1844–1895) 살인자, 뉴질랜드에서 유일하게 사형을 선고받은 여성, 그리녹 출생.
- 제임스 매켄지 (무법자), 1820년 로스셔 스코틀랜드에서 태어났을 가능성이 있으며, 뉴질랜드의 무법자로, 이 나라에서 가장 오래 지속되는 민속 영웅 중 한 명이 되었다. 남섬 중부의 매켄지 분지는 그의 이름을 따서 명명되었다.
- 케이트 셰퍼드, 여성 참정권 운동가, 잉글랜드 리버풀 출생, 스코틀랜드인 부모.
- 조지 스미스 던컨, 엔지니어
- 엘리자베스 그레이스 닐, 뉴질랜드의 간호사와 조산사 훈련 및 등록을 의무화하는 법률 통과를 위해 로비했다.
- 브렛 매켄지, 코미디 듀오 플라이트 오브 더 콩코즈의 절반
- 칼럼 후드, 파이브 세컨즈 오브 서머의 베이시스트
- 존 로건 캠벨, 정치인
- 존 래 (음악가)
- 리타 앵거스, 화가[25]

### 총리
뉴질랜드의 많은 총리들이 스코틀랜드 혈통이었다. 그들은 다음과 같다.
- 로버트 스타우트 (1844–1930), 러윅 출생
- 토머스 매켄지 (정치인) (1854–1930), 에든버러 출생
- 피터 프레이저 (1884년) (1884–1950), 테인 출생
- 에드워드 스태퍼드, 19세기 중반 세 차례 총리, 에든버러 출생.
- 존 로스 마셜 경, (1912-1988)

### "킬트 키위"
"킬트 키위"는 스코틀랜드 럭비 유니언 국가대표팀에서 뛰게 되는 뉴질랜드인에게 주어진 별명이다. 그들은 엇갈린 평가를 받았지만, 일부 유명한 선수들도 포함했다. 원래의 "킬트 키위"는 숀 리넨이었다. 그러나 최초의 뉴질랜드 태생 스코틀랜드 선수 중 한 명은 앤드루 알렉산더 보나 린제이였는데, 그는 1910-11년에 2번의 테스트 경기를 치렀다. 자격을 갖추려면 스코틀랜드인 부모나 조부모 중 한 명 이상이 있어야 한다.
숀 리넨 외에 "킬트 키위"로 불린 선수들은 다음과 같다:
- 브렌던 레이니
- 존 레슬리 (럭비 선수)
- 마틴 레슬리 (럭비 선수)
- 글렌 메트칼프
- 고든 심슨 (럭비 유니온)
- 숀 매이틀랜드
- 존 하디 (럭비 유니온)
- 블레어 코원 (럭비 유니온)
- 휴 블레이크
- 그레이슨 하트

그러나 이것이 항상 일방적인 거래였던 것은 아니다. 최소한 한 명의 올 블랙스 선수는 스코틀랜드에서 태어났다 - 앵거스 스튜어트.

## 스코틀랜드 지명

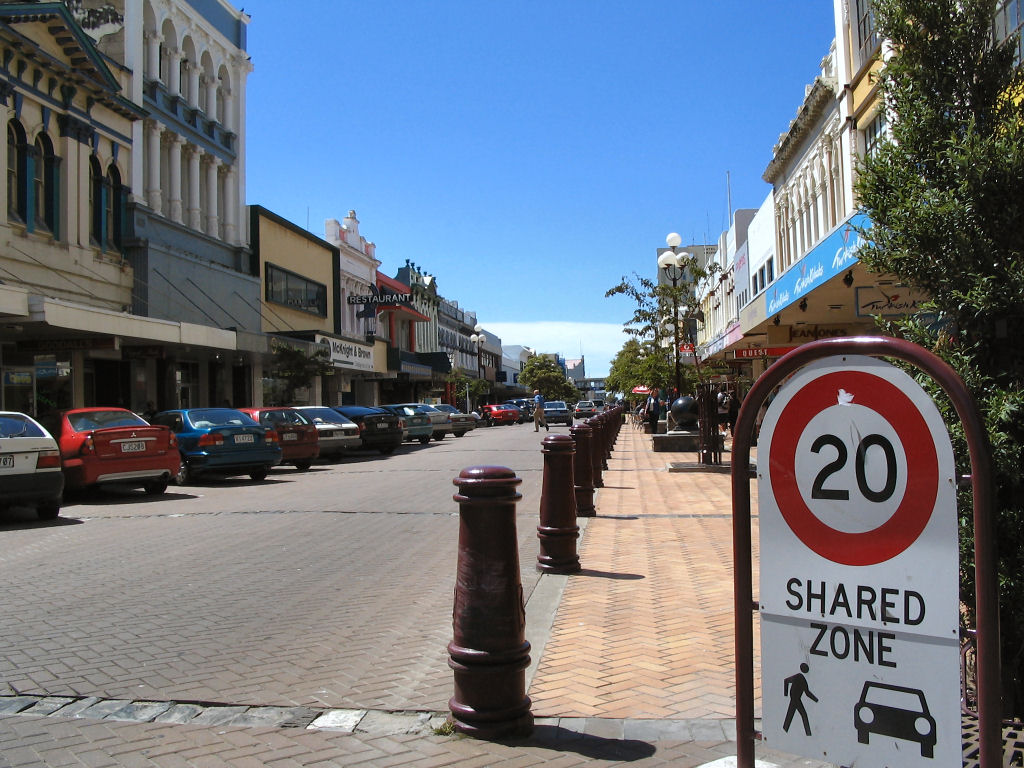
인버카길의 주요 상점 거리 중 하나인 에스크 스트리트를 올려다보는 에스크 스트리트와 디 스트리트 교차로.

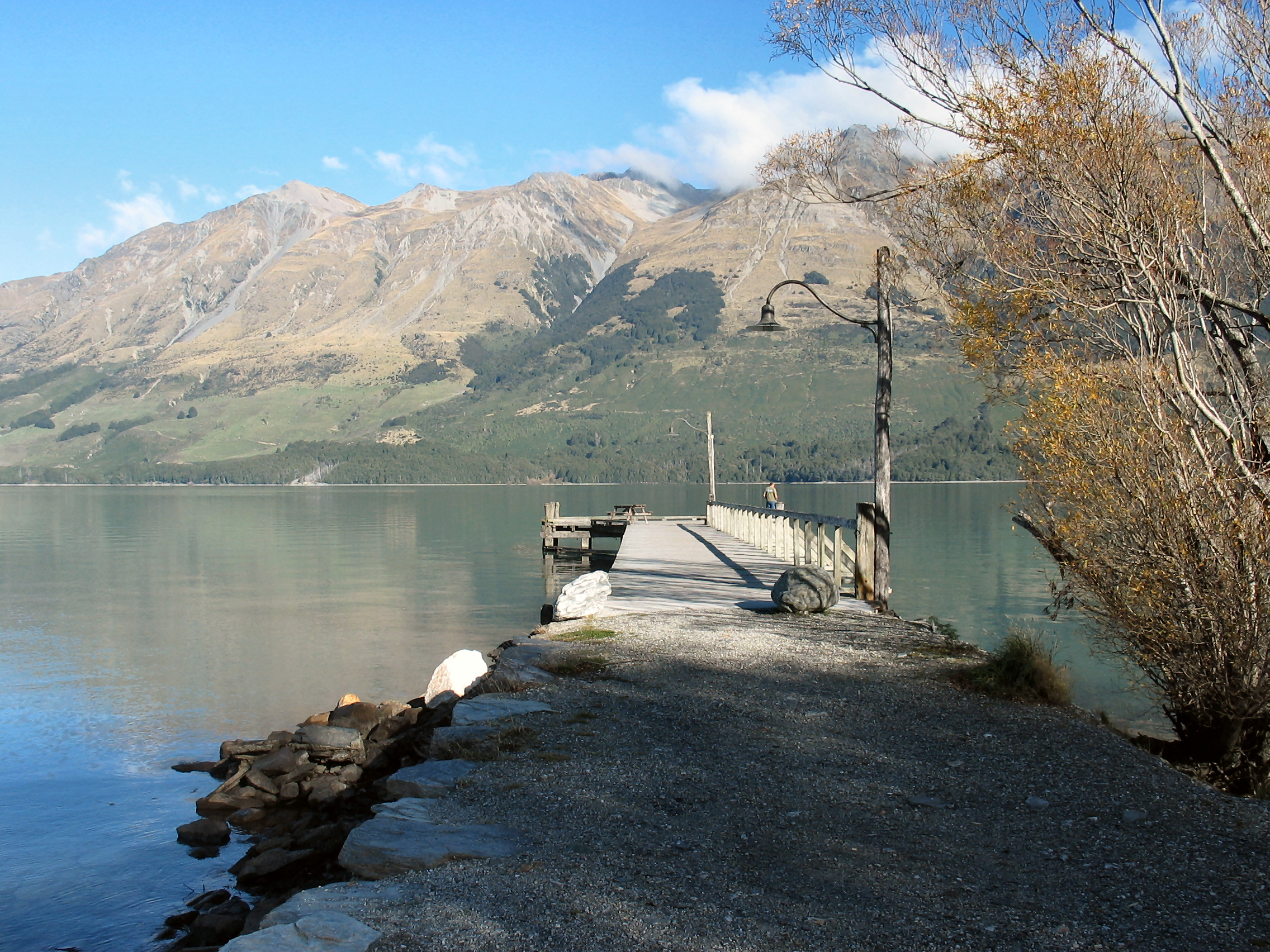
글레노키에서 와카티푸 호수를 바라보는 모습

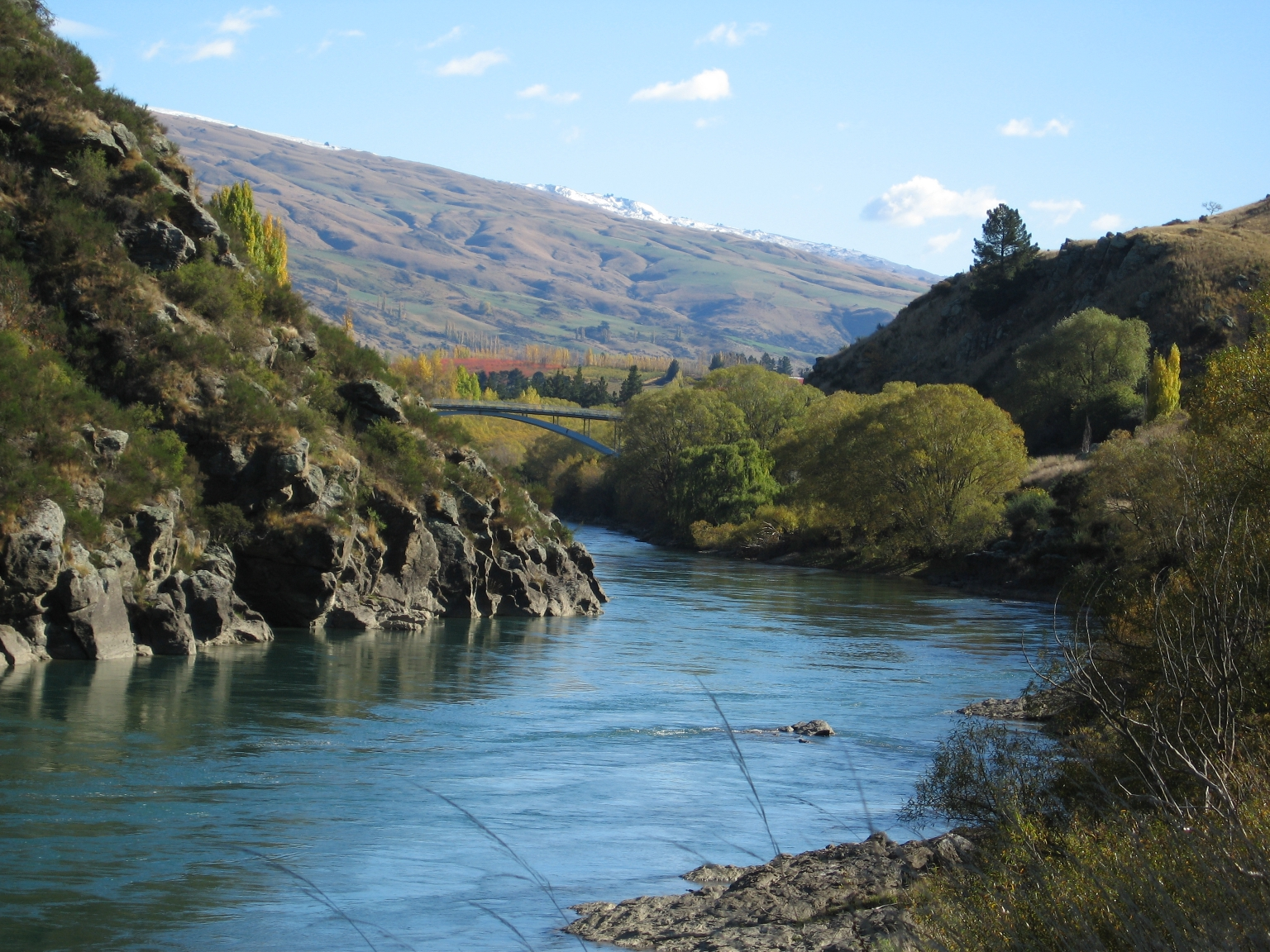
록스버그 다리 쪽으로 향하는 클루서강의 모습.

뉴질랜드 전역에 스코틀랜드 지명이 있지만, 남섬 남부에 집중되어 있다. 뉴질랜드의 주목할 만한 스코틀랜드 지명은 다음과 같다.
- 북섬
  - 헌틀리 (뉴질랜드)
  - 네이피어 (뉴질랜드)
- 남섬
  - 더니딘, 에든버러의 스코틀랜드 게일어인 '둔 에이던'에서 유래. 이 도시는 원래 "뉴 에든버러"라고 불릴 예정이었다. 많은 거리와 교외 이름이 에든버러의 그것을 반영한다.
  - 인버카길, "인버"는 강 어귀를 의미하며 (스코틀랜드 게일어 Inbhir의 영어화), "카길"은 사람 이름에서 따왔다.
  - 발클루사 (뉴질랜드), 클루서강 (Abhainn Chluaidh – 클라이드강 (스코틀랜드))에 있는 마을을 의미하는 Baile Chluaidh에서 유래.
  - 래머로 산맥 (산)
  - 래머무어 산맥 (산)
  - 그램피언스 (뉴질랜드) (산)
  - 오번 (뉴질랜드), 스튜어트섬/라키우라의 "수도"이자 유일한 도시
  - 울바섬
  - 레이스강 (뉴질랜드) (강)

와이타키강 수력 발전 계획의 일환으로 형성된 많은 인공 호수들도 벤모어 호수와 아비모어 호수를 비롯한 스코틀랜드 이름을 부여받았다.
남섬에는 스트라스-타이에리와 벤 오하우 산맥도 있는데, 둘 다 스코트어와 마오리어의 기원을 결합하고 있다. 인버카길은 스코틀랜드 지명의 특징을 가지고 있는데, 이는 강 어귀를 의미하는 스코틀랜드어 접두사 "인버"(Inbhir)와 스코틀랜드 관리의 이름인 "카길"을 결합한 것이기 때문이다. (인버카길의 주요 거리 중 많은 수가 스코틀랜드 강들의 이름을 따서 명명되었다: 디, 테이, 스페이, 에스크, 돈, 둔, 클라이드 등). 인치보니는 스코트어와 스코틀랜드 게일어의 혼합어이다.

## 대중문화에서
- 내 책상 위의 천사 (1990)는 재닛 프레임의 자서전 작품을 각색한 영화로, 그녀의 가족 생활을 다룬다.
- 블랙 쉽 (2006)은 코미디 공포 영화로, "글렌올든"이라는 농장에 사는 스코틀랜드계 뉴질랜드인 올드필드 가족을 다룬다. 악당은 앵거스라고 불리며, 해기스를 만드는 장면도 나온다.[28]
- 제임스 매켄지 (무법자)의 삶을 부분적으로 기반으로 한 데니스 뮤어의 소설 '챈들러의 달리기'가 2008년에 출판되었다.[29]
- 피아노 (1993년 영화) (1993)는 말이 없지만 강인한 의지의 스코틀랜드 여성 아다 맥그래스(홀리 헌터 분)의 이야기를 다룬다. 그녀의 아버지는 뉴질랜드 개척자 앨리스터 스튜어트(샘 닐 분)와의 결혼을 주선한다.

## 같이 보기
- 뉴질랜드의 인구
- 뉴질랜드 이민
- 오세아니아의 유럽인
- 유럽계 뉴질랜드인
- 뉴질랜드의 역사
- 파케하
- 와이푸 스코틀랜드 이민 박물관

## 참고 자료
- Bueltmann, Tanja. "'No Colonists are more Imbued with their National Sympathies than Scotchmen,'" New Zealand Journal of History (2009) 43#2 pp 169–181 online
- McCarthy, Angela, Scottishness and Irishness in New Zealand since 1840 Manchester University Press, 2011.
- McCarthy, Angela, Personal narratives of Irish and Scottish migration, 1921–65 : 'for spirit and adventure' Manchester University Press, 2007.
- Patterson, Brad; Brooking, Tom; McAloon, Jim, Unpacking the kists: the Scots in New Zealand Otago University Press, 2013.